# Герб колонії Оранжевої річки
Герб Колонії Оранжевої річки був офіційним геральдичним символом колонії Оранжевої річки як британської колонії з 1904 по 1910 рік, а потім провінції Оранжевої вільної держави Південно-Африканської з 1910 по 1925 рік. Зараз він застарів.

## Історія
Оранжева республіка стала британською колонією в кінці англо-бурської війни в травні 1902 року. Герб Оранжевої республіки був відмінений і 10 грудня 1904 року королівським ордером король Едуард VII надав колонії новий герб. Головною фігурою герба був обраний спрингбок. Незважаючи на те, що він з’явився в геральдиці майже тридцятьма роками раніше (на гербі Едварда Рендлза з Порт-Наталу в 1875 році), схоже, це був перший випадок використання тварини як фігури на щиті.
Коли колонія стала провінцією Південно-Африканського Союзу в 1910 році, адміністрація провінції взяла на себе герб, яким користувалася до 1925 року. У 1937 році, після дванадцятирічного періоду без офіційного герба, провінційна адміністрація прийняла стару республіканську озброєння, яке використовувалося як провінційне символіку, поки Помаранчева вільна держава не була відновлена як провінція Фрі-Стейт в 1994 році.

## Блазон
Офіційний опис:
На срібному полі на кургані спрингбок, у на синій главі Імператорська Корона.

## Зовнішні посилання
- Вебсайт південноафриканської геральдики